# L'uomo del Nevada
L'uomo del Nevada (The Nevadan) è un film del 1950 diretto da Gordon Douglas.

## Produzione
Il film, diretto da Gordon Douglas su una sceneggiatura di George W. George e George F. Slavin e un soggetto degli stessi George e Slavin e, per alcuni dialoghi addizionali, di Rowland Brown, fu prodotto da Harry Joe Brown per la Columbia Pictures. Fu girato nelle Alabama Hills a Lone Pine, nel Columbia/Warner Bros. Ranch a Burbank, a Hidden Valley (Thousand Oaks) e nell'Iverson Ranch a Chatsworth, in California, dal 13 aprile all'11 maggio 1949. Il titolo di lavorazione fu Lawless.

## Distribuzione
Il film fu distribuito con il titolo The Nevadan negli Stati Uniti nel febbraio del 1950 al cinema dalla Columbia Pictures.
Altre distribuzioni:
- in Finlandia il 19 gennaio 1951 (Nevadan kultarosvot)
- in Danimarca il 12 febbraio 1951 (Nevadas røde helvede)
- in Svezia il 17 febbraio 1951 (Duell i bergen)
- nelle Filippine il 14 marzo 1952
- in Germania Ovest il 29 giugno 1974 (in TV) (Der Nevada-Mann)
- in Austria (Der Nevada-Mann)
- in Brasile (O Tesouro do Bandoleiro)
- in Brasile (O Tesouro dos Bandoleiros)
- in Spagna (Nevada)
- in Francia (L'homme du Nevada)
- in Francia (L'homme du Névada)
- nel Regno Unito (The Man from Nevada)
- in Grecia (Nevadan)
- in Grecia (O anthropos apo ti Nevada)
- in Italia (L'uomo del Nevada)

## Critica
Secondo il Morandini il film è caratterizzato da un "orrendo Cinecolor".